# Piotr Konitz
Piotr Konitz (Oborniki, 27 juli 1959) is een Poolse voormalig handbalspeler en coach. 
Tijdens zijn spelerscarrière komt hij uit voor verschillende Poolse clubs, waarna hij in 1989 vertrek naar het Nederlandse Tachos.
Na zijn spelerscarrière is hij coach van verschillende Nederlandse en Belgische clubs, zoals Bevo HC, Volendam, OLSE Merksem.

## Privé
Zijn zoon, Bartosz Konitz, speelt handbal op hoog niveau.
1. Marco Woltersom ·
3. Igor Mrsulja ·
5. Rutger ten Velde ·
6. Marc Kok ·
7. Dani Baijens ·
9. Jordy Baijens ·
13. Duncan Postel ·
15. Leon Geus ·
16. Dennis Schellekens ·
17. Dico Coesel ·
18. Diego Jacobs ·
19. Jaap Beemsterboer ·
21. Maurits van Buren ·
24.  Jan Josef ·
25. Geert Hinskens ·
31. Léon van Schie ·
34.  Igor Mrsulja ·
88. Tom Schilder ·
Coach: Piotr Konitz
1. Bart Leenen ·
3. Merijn Haenen ·
5. Bram Knippenbergh ·
7. Lukas Koppes ·
8. Geert van de Goor ·
9. Nick de Kuyper ·
10. Dirk Peeters ·
12. Thijs van Leeuwen ·
13. Ron Klemann ·
14. Rob Killaars ·
15. Roel Leenen ·
18. Jeroen van de Beuken ·
23. Pim Augustinus ·
Coach: Piotr Konitz
1. Bart Leenen ·
2. Freek Gielen ·
3. Merijn Haenen ·
5. Bram Knippenbergh ·
7. Lukas Koppes ·
8. Geert van de Goor ·
9. Nick de Kuyper ·
10. Dirk Peeters ·
11. Jorrit Gaal ·
12. Thijs van Leeuwen ·
13. Ron Klemann ·
14. Rick Vossen ·
15. Roel Leenen ·
17. Nicky Eimers ·
18. Jeroen van de Beuken ·
23. Pim Augustinus ·
24. Floris Blom ·
Coach: Piotr Konitz
 Adam Borowczky ·
Nicky Eimers ·
Erwin Jansen ·
Bartosz Konitz ·
 Aleksander Litovski ·
 Vladan Mijalkovic ·
Carlo Scheepers ·
Frank Schilders ·
Arjan Schook ·
Arjan Stuiver ·
Roald Stuiver ·
Mike Tadeij ·
Henrico van Best ·
Dimitri van den Hoed ·
Thuke van Doorn ·
Robin Vendeloo ·
Roel Verhoeven ·
 Sahbi Yemai ·
Coach:  Piotr Konitz
1. Erwin Jansen ·
3. Guido Snijder ·
4. Jasper van den Bosch ·
5.  Vladan Mijalkovic ·
6. Henrico van Best ·
8. Roel Hoosemans ·
9.  Adam Borowczyk ·
11. Thijs Perquin ·
12. Sander Buijs ·
12. Eric Franken ·
18.  Sahbi Yemai ·
19. Mike Tadey ·
20. Bartosz Konitz ·
Coach:  Piotr Konitz
1. Erwin Jansen ·
3. Guido Snijder ·
4. Jasper van den Bosch ·
5.  Mohammed El Mniai ·
6. Henrico van Best ·
7.  Vladan Mijalkovic ·
8. Roel Hoosemans ·
9. Eric Franken ·
10.  Adam Borowczyk ·
12. Sander Buijs ·
16. Jurgen Tak ·
20. Bartosz Konitz ·
21. Thijs Perquin ·
79.  Sahni Yemai ·
Coach:  Piotr Konitz
1. Erwin Jansen ·
2. Edgar van Mierlo ·
3. Joris Stiers ·
4. Raf van Bergen ·
5.  Mohammed El Mniai ·
6. Erwin Buys ·
7. Anel Mahmutefendic ·
8. Roel Hoosemans ·
9. Hans van Dijk ·
12. Sander Buijs ·
19. Jurgen Tak ·
20. Bartosz Konitz ·
21. Thijs Perquin ·
79.  Sahni Yemai ·
Coach:  Piotr Konitz
1. Erwin Jansen ·
2. Edgar van Mierlo ·
3. Eelco Overkleeft ·
4. Eelco Weevers ·
5. Nemanja Janca ·
6. Dennis van Zessen ·
8.  Sahni Yemai ·
9.  Vladimir Tomanović ·
10. Bram van Mierlo ·
11. Thijs Perquin ·
12. Arjan Schook ·
13. Anel Mahmutefendic ·
14. Roel Hoosemans ·
15. Bartosz Konitz ·
16.  Mohammed El Mniai ·
Coach:  Piotr Konitz